# جایزه دکتر تئوبالد سیمون
جایزه دکتر تئوبالد سیمون از سال ۱۹۸۸ تا ۲۰۱۹ توسط عاشق هنر و حامی اصلی آن گابریل ووسسهبین (1935-1935) به عنوان یک جایزه هنری گدوک (آلمانی: GEDOK) به یاد پدرش تئوبالد سایمون (آبجوساز ۱۹۰۶–۱۹۷۸) برگزار می‌کرد وی پس از دوره آموزش خود در یک کارخانه آبجوسازی و بازرگانی، مسئولیت مدیریت آبجوسازی بیتبورگا را بر عهده گرفت و علاوه بر فعالیت‌های تجاری خود در سطح سیاسی و اجتماعی محلی نیز به عنوان عضو شورای ولسوالی و مشاور شورای شهر مشغول بکار شد.
مطابق گفته هنرمندان بسیار مجرب و برندگانجایزه هنری گدوک (آلمانی: GEDOK) این جایزه سراسری برای هنرهای زیبا اعطا می‌شود. این جایزه سالانه همزمان با BundesGEDOK و GEDOK Bonn اعطا می‌شود.
برندگان جوایز:
- ۱۹۸۸ روت شیرمر-ایموف
- ۱۹۸۹ هلا جابلونسکی
- ۱۹۸۹ ادیث اولرز-توبر
- ۱۹۹۰ اولا وینکه
- ۱۹۹۱ مارگارت کلار
- ۱۹۹۲ والنتینا پاولووا
- ۱۹۹۳ اوته یانسن
- ۱۹۹۴ ایرنه کولنیگ
- ۱۹۹۶ بورگیلد اکرمن
- ۱۹۹۸ گودلا هابل
- ۲۰۰۱ السبت تاتارزیک-ولت
- ۲۰۰۳ ویکتوریا وستماکوت-ورده
- ۲۰۰۴ ساندرا ایدز
- ۲۰۰۵ سوزان کرل
- ۲۰۰۶ آنجلا فنش
- ۲۰۰۷ آنت ساورمن
- ۲۰۰۸ آلموت گلینین
- ۲۰۰۹ تینا ودل
- ۲۰۱۰ بیرته بلاوت[۶]
- ۲۰۱۱ اوته کراوتکراما
- ۲۰۱۲ الیانا رنر[۷]
- ۲۰۱۴ روزه اشتاخ
- ۲۰۱۵ الکساندرا کرتز[۸]
- ۲۰۱۶ سوزان دونات[۹]
- ۲۰۱۷ کازا وندت[۱۰][۱۱]
- ۲۰۱۸ دوروتا فریگو[۱۲]
- ۲۰۱۹ روت تاچرت[۱۳]